# 寺田雅昭
寺田 雅昭（てらだ まさあき、1936年 - ）は、日本の医学者。専門は、分子腫瘍学。医学博士。国立がんセンター名誉総長。神戸市出身。

## 略歴
- 1961年　京都大学医学部卒業
- 1968年　京都大学より医学博士の学位を授与される
学位論文「Comparative studies on adaptive enzymes in rat liver（白鼠肝臓における適応酵素の比較研究）」
- 1983年2月　国立がんセンター研究所血清部長
- 1987年4月　国立がんセンター研究所薬効試験部長併任（1989年4月まで）
- 1987年10月　国立がんセンター研究所分子腫瘍学部長
- 1989年4月　国立がんセンター研究所副所長
- 1992年6月　国立がんセンター研究所長
- 1999年4月　国立がんセンター総長
- 2002年3月　定年退職
- 2002年6月　財団法人先端医療振興財団　先端医療センター長
- 2003年7月　食品安全委員会委員長
- 2006年12月　退任

## 受賞・栄典
- 高松宮妃癌研究基金学術賞（1987年）
- 武田医学賞（1991年）「ヒトがんにおける新しいがん遺伝子の発見と多重遺伝子変化の研究」[1]
- 瑞宝重光章（2009年）[2]

## 学会および社会における活動
- 日本がん分子標的治療学会名誉会員
- 日本癌学会名誉会員
- 日本胃癌学会特別会員
- 日本がん転移学会功労会員
- 日本遺伝子診療学会名誉会員
- 財団法人先端医療振興財団顧問
- 財団法人高松宮妃癌研究基金評議員（1988年-）

## 参考サイト
- 寺田雅昭国立がんセンター名誉総長 (財)先端医療振興財団「先端医療センター長」就任発表 ご案内 [リンク切れ]